# Natriumfluorid
Natriumfluorid (NaF) ist das Natriumsalz der Flusssäure (Fluorwasserstoffsäure). Es ist ein farb- und geruchsloser, salzig schmeckender, giftiger Feststoff, der kubische Kristalle bildet.

## Vorkommen

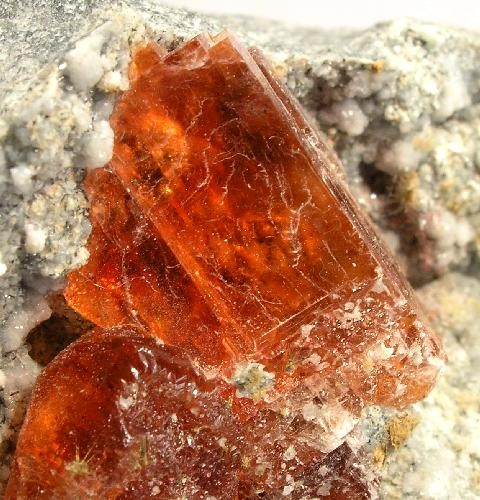
Villiaumit

Natriumfluorid kommt in der Natur nur in der Form des seltenen Minerals Villiaumit vor.

## Gewinnung und Darstellung
Neutralisation von konzentrierter Fluorwasserstoffsäure mit Natronlauge
{\displaystyle {\ce {HF + NaOH -> NaF + H2O}}}
Überschüssiger Fluorwasserstoff führt zur Bildung von Natriumhydrogenfluorid:
{\displaystyle {\ce {NaF + HF -> NaHF2}}}
Umsetzung von Fluorwasserstoffsäure mit Natriumcarbonat:
{\displaystyle {\ce {2 HF + Na2CO3 -> 2 NaF + H2O + CO2}}}
Ausgehend vom Natriumsalz der Hexafluorokieselsäure kann Natriumfluorid durch thermische Zersetzung gewonnen werden.

## Eigenschaften

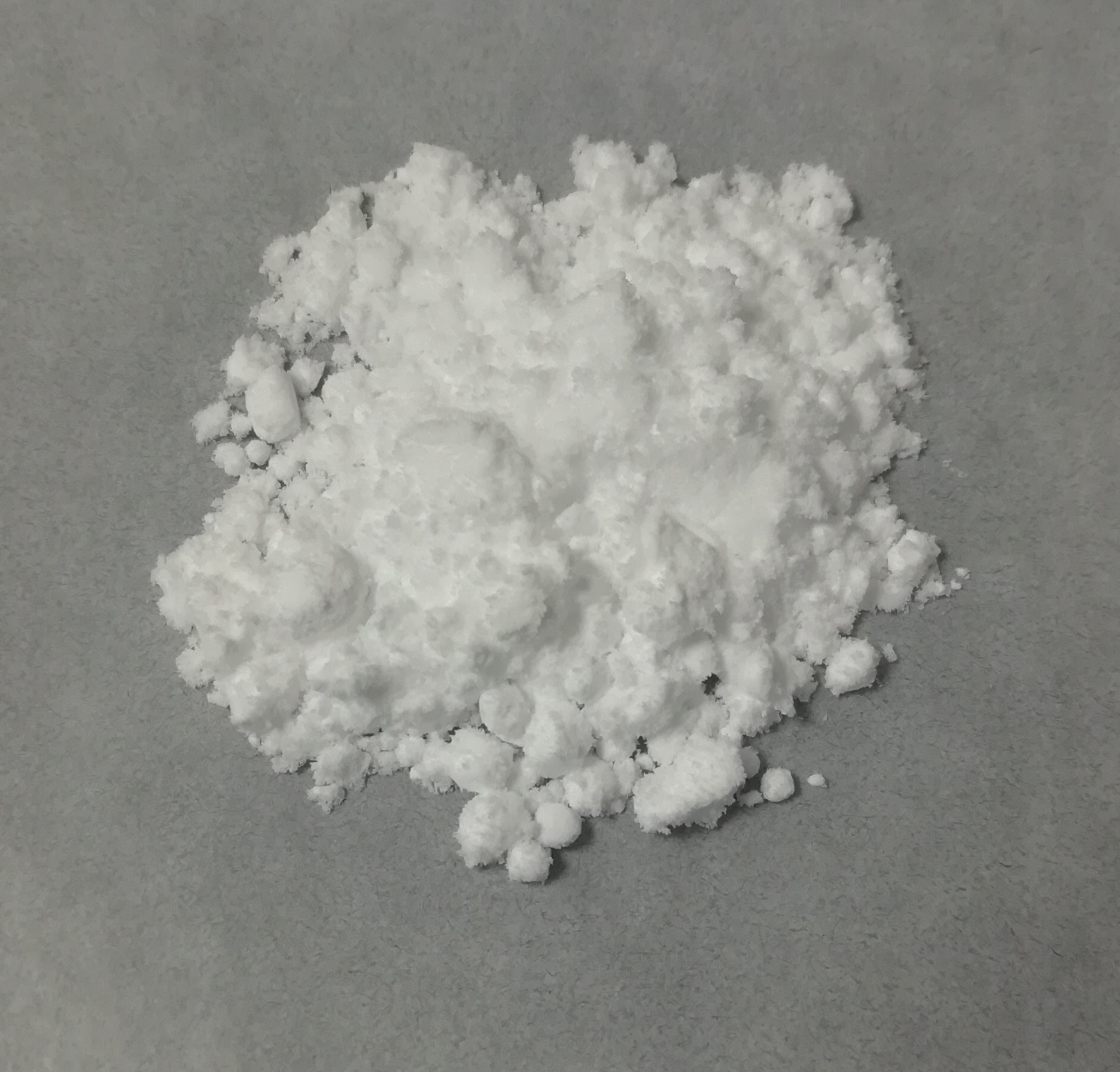
Natriumfluorid als Pulver

Das farblose Natriumfluorid ist giftig und kristallisiert in der Natriumchlorid-Struktur.
Mit Natriumfluorid gezüchtete Einkristalle besitzen eine niedrige Brechzahl und niedrige Dispersion. Trotz der Wasserlöslichkeit sind sie an der Luft beständig.
Natriumfluorid bildet mit Natriumchlorid, Natriumcarbonat und Calciumfluorid Schmelzen mit einem Eutektikum, mit Natriumsulfat Schmelzen mit zwei Eutektika. Flüssiges Natriumfluorid leitet den elektrischen Strom, wobei der Widerstand mit steigender Temperatur abnimmt.

### Reaktionsverhalten
Natriumfluorid und Schwefelsäure reagieren zu Natriumsulfat und Fluorwasserstoff.
{\displaystyle {\ce {2 NaF + H2SO4 -> Na2SO4 + 2 HF}}}
Die hohe Toxizität von NaF im Vergleich zu anderen Natriumhalogeniden (z. B. Natriumchlorid) ist in der Wirkung des Fluoridanions als starke Lewis-Base begründet. Das Fluorid bindet an alle magnesiumhaltigen Enzyme und blockiert sie somit.
Die Fluoridionen blockieren den Calcium- und Magnesiumstoffwechsel und hemmen wichtige Enzyme. Dies führt zu akut bedrohlichen Stoffwechselstörungen, die unter multiplem Organversagen tödlich verlaufen können.

## Biozide Wirkung
Natriumfluorid ist fungizid und insektizid wirksam.
In den USA und in Großbritannien wurde Natriumfluorid als wirksam gegen Kakerlaken und Federlinge befunden und ab den 1930er Jahren als Ersatz für Bleiarsenat eingesetzt.
Etwa 1913 wurde die Verbindung von Dr. Wolman zusammen mit Dinitrophenol und Natriumdichromat als Holzschutzmittel Triolith für Eisenbahnschwellen und Grubenhölzer auf den Markt gebracht. Zusammen mit Arsen wurde der Markenname Thanalith genutzt.
Heute wird es hauptsächlich als Holzschutzmittel gegen Termiten eingesetzt.

## Verwendung

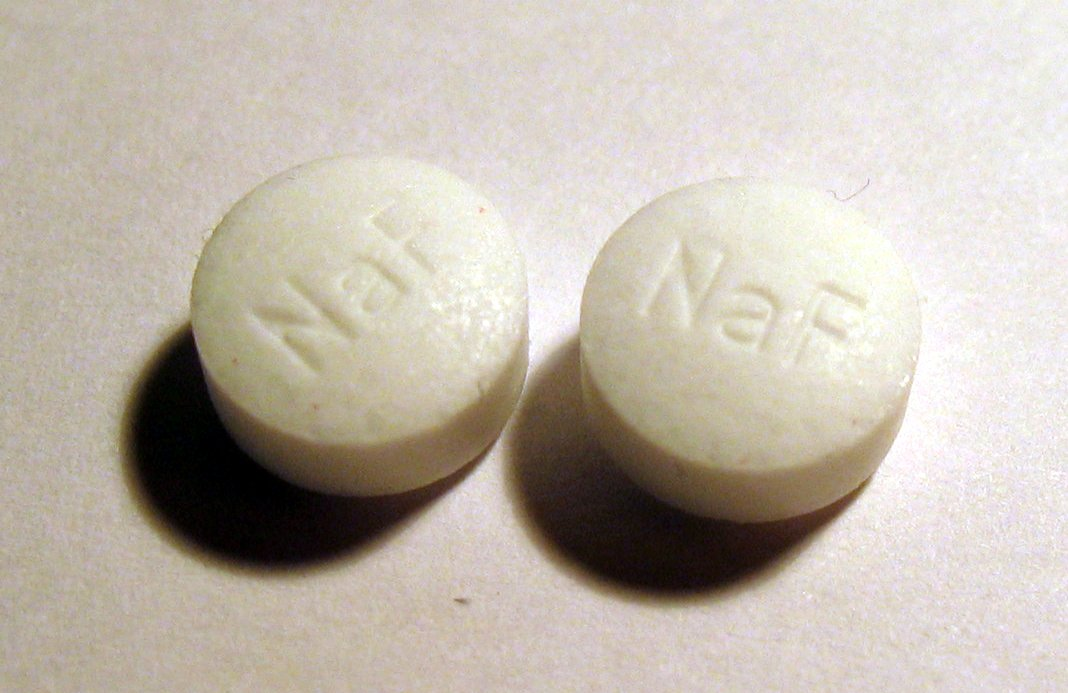
Natriumfluorid-Tabletten

Natriumfluorid wird zum Konservieren von Klebstoffen verwendet. Beim Löten von Aluminium dient es als Flussmittel, in der Metallurgie als Schlackenzusatz für Metallschmelzen.
Weitere Anwendungen:
- Fluoridierung von Trinkwasser, Speisesalz, Zahnpasta[22] usw., Fluortabletten[23]
- Als Enzymgift bei der Blutentnahme in sogenannten Lactat-Plasma-Blutentnahmeröhrchen für Glucose- und Lactatbestimmung im Blut[24]
- Fluorierungsmittel in der Organischen Chemie
- Trübungs- und Flussmittel in der Glasherstellung
- Zur Reinigung anderer Fluoride durch Bindung von überschüssigem Fluorwasserstoff
- Einkristalle dienen in der Instrumentellen Analytik als Filter, Linsen und Prismen
- In der Photometrie als Maskierungsmittel für Eisenionen
- Reinigung von Uranhexafluorid bei der Wiederaufarbeitung von Kernbrennstoffen
- Als Phosphataseinhibitor in der Molekularbiologie
- Mit dem Zyklotronprodukt Fluor-18 als Radiopharmakon für die Skelettszintigraphie mittels Positronen-Emissions-Tomographie (oder in den 1970er Jahren auch mittels rektilinearem Scanner und Ultra-Hochenergiekollimator).

## Vorsichtsmaßnahmen
Natriumfluorid ist giftig. Das Einatmen von Stäuben ist zu vermeiden. Bei der Arbeit mit Natriumfluorid sind Handschuhe zu tragen. Als letal wird grundsätzlich eine Menge von 5–10 g für einen 70 kg schweren Menschen angesehen. Allerdings wurden Todesfälle bereits ab einer Dosis von 15 mg/kg beobachtet, was bei einem 70 kg schweren Menschen einer Menge an Natriumfluorid von 1,05 g entspricht. Aus diesen Gründen wird bereits eine Menge von 5 mg/kg als kritische Schwelle angesehen, da bereits ab diesem Punkt ernste lebensbedrohliche Vergiftungserscheinungen auftreten können, die eine sofortige Notbehandlung erfordern.